# فريدرش الخامس (بورغريف نورنبيرغ)
فريدرش الخامس (بالبلغارية: Friedrich I von Nürnberg)‏ (قبل 3 مارس 1333 - 21 يناير 1398) بورغريف نورنبيرغ من آل هوهنتسولرن.

## الحياة
النجل الأكبر ليوهان الثاني، بورغريف نورنبيرغ وإليزابت هنيبيرغ. حمل فريدرش لقب بورغريف منذ وفاة والده عام 1357، بذلك بات مسؤولا عن حماية قلعة نورنبيرغ الإمبراطورية ذات الأهمية الاستراتيجية. لحماسته في سبيل الإمبراطورية رقـّاه الإمبراطور كارل الرابع عام 1363 ليكون أول بورغريف برتبة ملكية.
بعد موته، تقاسم أبناءه ميراثهم. الابن الأكبر، يوهان الثالث أصبح أول مرغريف لبراندبروغ كولمباخ. شقيق يوهان فريدرش السادس أصبح بورغريف نورنبيرغ التالي وكذلك أول مرغريف لبراندنبورغ أنسباخ. استمر فريدرش السادس حتى صار أول ناخب لبراندنبورغ من آل هوهنتسولرن.

## الأسرة والأبناء
تزوج في عام 1350 إليزابيث مايسن، ابنة فريدرش الثاني، مرغريف مايسن وماتيلدا بافاريا. وأبناءهم:
1. إليزابت (1358 - هايدلبرغ، 26 يوليو 1409)، تزوجت في أمبيرغ سنة 1374 من روبرشت ملك ألمانيا، لديهم ذرية.
2. بياتريكس (نورنبيرغ، حوالي 1362 - 10 يونيو 1414)، تزوجت في فيينا 1375 من الدوق ألبرشت الثالث دوق النمسا، لهم ابن واحداً.
3. أغنس نورنبيرغ (1366 - 22 مايو 1432)، في دير في هوف (1376-1386) تزوجت من البارون فريدرش دابر عام 1386، عادت إلى الدير (1406) ورئيسة دير هوف (1411-1432).
4. مارغريت (1367 - غودنسبيرغ، 1406)، تزوجت في سنة 1383 من هرمان الثاني، لاندغريف هسن.
5. يوهان الثالث (حوالي 1369 - 11 يونيو 1420)
6. فريدرش الاول ناخب براندنبورغ (1371-1440)؛ جد الأكبر لناخبو براندنبورغ ثم ملوك بروسيا ثم أباطرة ألمانيا.
7. آنا (1375–1392).
8. كاتارينا (1375–1409)، ورئيسة دير هوف في هوف.